# Arthur Gore
Arthur William Charles Wentworth Gore (2 de enero de 1868 - 1 de diciembre de 1928) fue un gran tenista del Reino Unido, que brilló a principios del siglo XX.
Nacido en Lyndhurst, Hampshire, adquirió notoriedad por primera vez en 1899, tras alcanzar la final del Campeonato de Wimbledon, donde perdió en 5 sets ante el campeón reinante Reginald Doherty, tras haber ganado los dos primeros sets.
En 1900, Gore formó parte del primer encuentro de Copa Davis de la historia, jugado entre las islas británicas y Estados Unidos. Gore perdió el primer partido de sencillos ante Malcolm Whitman y no llegó a completar el partido ante Dwight Davis, con la serie ya definida en favor de los Estados Unidos.
En 1901, Gore conquistó su primer título de Wimbledon. Allí logró destronar a Reggie Doherty, quien venía de lograr los últimos 4 títulos, derrotándolo en la final. Gore no pudo retener su título al año siguiente, cuando perdió ante el menor de los hermanos Doherty, Lawrence, quien lo derrotó en la final en 4 sets.
Tras algunos años de pocas conquistas, Gore reapareció a lo grande en 1907, ya con 39 años. Ese año alcanzó nuevamente la final de Wimbledon, y formó parte por segunda vez del equipo británico de Copa Davis. Allí participó en la final ante Australasia, donde perdió su primer partido ante Norman Brookes y consiguió sus primeros triunfos en la competición al ganar en el dobles junto a Herbert Roper Barrett y triunfar en el segundo singles ante Anthony Wilding aunque sin poder llevarse la Copa.
En 1908 no solamente consiguió su segundo título en Wimbledon (derrotando en la final a Herbert Roper Barrett, su habitual compañero de dobles) sino que alcanzó su primera final de dobles en el torneo y conquistó dos medallas doradas en los Juegos Olímpicos de Londres, en las modalidades de sencillos indoors (derrotando a George Caridia en la final) y dobles indoors (junto a Roper Barrett). A pesar de sus 41 años, Gore se mantuvo en plena forma en 1909, conquistando los títulos de dobles y singles en Wimbledon, convirtiéndose así en el campeón más veterano en la historia de Wimbledon con 41 años y 182 días, récord que se mantiene hasta hoy en día. Se mantuvo en nivel competitivo por algunos años más, perdiendo las finales de dobles y singles en Wimbledon en 1910 y siendo miembro del equipo británico campeón de Copa Davis en 1912, donde colaboró con una victoria ante el francés Max Decugis en semifinales. En 1912 volvió a llegar a la final de Wimbledon, con 44 años. Con un total de 30 participaciones en Wimbledon (entre 1888 y 1922) es el jugador que más veces jugó Wimbledon en toda la historia.
Murió en Londres en 1928 y fue inducido al Salón internacional de la fama del tenis en 2006.

## Finales de Grand Slam

### Campeón Individuales (3)
| Año  | Torneo    | Oponente en la final  | Resultado           |
| 1901 | Wimbledon | Reggie Doherty        | 4-6 7-5 6-4 6-4     |
| 1908 | Wimbledon | Herbert Roper Barrett | 6-3 6-2 4-6 3-6 6-4 |
| 1909 | Wimbledon | Josiah Ritchie        | 6-8 1-6 6-2 6-2 6-2 |

### Finalista Individuales (5)
| Año  | Torneo    | Oponente en la final | Resultado           |
| 1899 | Wimbledon | Reggie Doherty       | 6-1 6-4 3-6 3-6 3-6 |
| 1902 | Wimbledon | Laurie Doherty       | 4-6 3-6 6-3 0-6     |
| 1907 | Wimbledon | Norman Brookes       | 4-6 2-6 2-6         |
| 1910 | Wimbledon | Anthony Wilding      | 4-6 5-7 6-4 2-6     |
| 1912 | Wimbledon | Anthony Wilding      | 4-6 4-6 6-4 4-6     |

### Campeón Dobles (1)
| Año  | Torneo    | Pareja                | Oponentes en la final        | Resultado   |
| 1909 | Wimbledon | Herbert Roper Barrett | Stanley Doust / Harry Parker | 6-2 6-1 6-4 |

### Finalista Dobles (2)
| Año  | Torneo    | Pareja                | Oponentes en la final            | Resultado       |
| 1908 | Wimbledon | Herbert Roper Barrett | Josiah Ritchie / Anthony Wilding | 1-6 2-6 6-1 7-9 |
| 1910 | Wimbledon | Herbert Roper Barrett | Josiah Ritchie / Anthony Wilding | 1-6 1-6 2-6     |